# What I Like About You (singolo)
What I Like About You è un singolo del gruppo musicale statunitense The Romantics, estratto dal loro album eponimo nel 1980.